# Maria Joana Baptista de Savoia

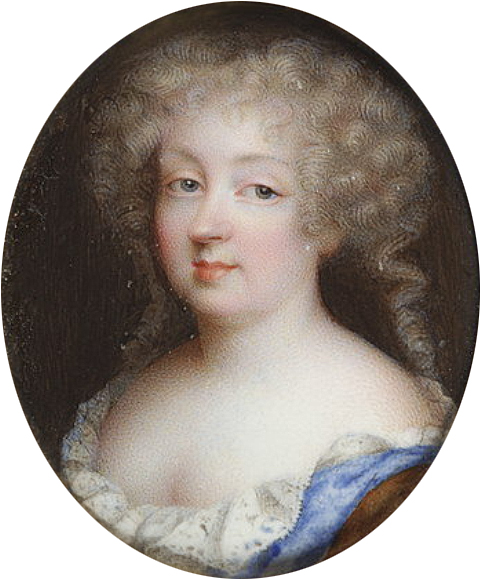
Maria Joana, Jean Petitot le vieux

Maria Joana Baptista de Savoia, anomenada Madama Reale, (París, Regne de França 1644 - Torí, Savoia 1724) fou comtessa de Ginebra i duquessa d'Aumale entre 1659 i 1724 i regent del Ducat de Savoia entre 1675 i 1684.

## Orígens familiars
Va néixer a la ciutat de París l'11 d'abril de 1644 sent la filla primogènita de Carles Amadeu de Savoia i Elisabet de Borbó. Era neta per línia paterna d'Enric de Savoia i Anna de Lorena, i per línia materna de César de Borbó (fill legitimitzat d'Enric IV de França) i Francesca de Mercoeur. Fou germana de Maria Francesca de Savoia, que el 1666 es casà amb Alfons VI de Portugal i el 1668 amb Pere II de Portugal.
S'autoanomenà Madama Reale en honor de la seva sogra Maria Cristina de França.
Morí el 15 de març de 1724 a la ciutat de Torí, capital del Ducat de Savoia.

## Núpcies i descendents
Es casà el 1662 amb el duc Carles V de Lorena. D'aquest matrimoni no tingueren fills i fou anul·lat el 1665.
El 10 de maig de 1665 es casà a la ciutat de Torí amb el duc Carles Manuel II de Savoia. D'aquesta unió nasqué:
- Víctor Amadeu II de Savoia (1666-1732), duc de Savoia, rei de Sicília (1713-1720) i posteriorment rei de Sardenya (1720-1732)

## Regència
A la mort del seu marit, ocorreguda el juny de 1675, el seu únic fill fou nomenat duc de Savoia, ocupant Maria Joana la regència per la seva minoria d'edat. Dona de caràcter energètic va intentar obtenir el tron de Portugal mitjançant el prometatge del seu fill amb la seva neboda Isabel Lluïsa de Bragança, presumpta hereva de Pere II de Portugal, el que hagués comportat l'estada de Víctor Amadeu al Regne de Portugal i la perpetuïtat en el poder de la mateixa Maria Joana. El naixement d'un fill mascle del rei portuguès amb la seva segona dona comportà el desmantellament del pla i la revolta existent al Piemont comportà l'entrega del poder al seu fill el 14 de març de 1684.
Es retirà de la política activa, si bé exercí una gran influència sobre la seva neta Maria Adelaida de Savoia, que es va casar el 1697 amb Lluís de Borgonya, i que el 1711 es convertí en delfí de França.